# San Mateo Yoloxochitlán
San Mateo Yoloxochitlán là một đô thị thuộc bang Oaxaca, México. Năm 2005, dân số của đô thị này là 3294 người.